# Annie Girardot
Annie Girardot, född  25 oktober 1931 i Paris, död 28 februari 2011 i Paris, var en fransk skådespelare. Hon hade en karriär som sträckte sig över fem decennier och under 1970-talet var hon en av Frankrikes mest populära skådespelare.

## Biografi
Annie Girardot studerade inledningsvis till barnmorska precis som sin mor, men avbröt studierna. 1949 började hon istället på Rue Blanche-konservatoriet i Paris och hade där högsta betyg. Efter examen engagerades hon 1954 vid Frankrikes nationalteater Comédie-Française och var anställd där fram till 1957. Hon framträdde bland annat i pjäsen La Machine à Ecrire författad av Jean Cocteau. Vid sidan av teatern ägnade hon sig även åt framträdanden i radio, TV och på nattklubbar. Hon filmdebuterade 1956 och gjorde sedan nio franska filmer under fyra år innan det stora genombrottet kom 1960 med rollen som den prostituerade Nadia i Rocco och hans bröder. Ironiskt nog kom genombrottet i en film där hennes röst dubbats till italienska
År 1965 tilldelades Girardot Volpipokalen för bästa kvinnliga skådespelare vid Filmfestivalen i Venedig för sin roll i Marcel Carnés Trois Chambres à Manhattan, baserad på en bok av Georges Simenon. Hon nominerades även fyra gånger till Césarpriset varav hon vann tre. Första vinsten kom 1977 för rollen i En kvinnlig läkares dagbok, 1996 vann hon för Les Misérables och 2002 vann hon för rollen som Isabelle Hupperts krävande mor i Michael Hanekes film Pianisten. När hon mottog det sistnämnda priset brast hon i tårar och sa "Er kärlek får mig att tro att kanske, och jag säger kanske, så är jag inte helt död ännu".
Girardot ansågs ha bredd i sitt skådespeleri då hon uppskattades i såväl seriösa roller som mer farsartade filmer. Under sin långa karriär arbetade hon med regissörer som Claude Lelouch, André Cayatte, Philippe de Broca och Michael Haneke.
Hon skrev två memoarer, 1989 och 1993.

## Privatliv
1962 gifte hon sig med sin motskådespelare från Rocco och hans bröder, Renato Salvatori, tillsammans fick de dottern Giulia Salvatori även hon skådespelare. Girardot och Salvatori förblev gifta fram till hans död 1988. Under det sista decenniet av sitt liv drabbades Girardot av Alzheimers sjukdom och blev ett ansikte utåt för sjukdomen i Frankrike.

## Filmografi i urval
- 1957 – Maigret gillrar en fälla
- 1960 – Rocco och hans bröder
- 1960 – Flykt utan nåd
- 1960 – Att leva farligt
- 1961 – Smog
- 1961 – Älskarinnor
- 1962 – Synden straffar sig själv
- 1964 – Jag var en manlig sexbomb
- 1964 – Trois chambres à Manhattan
- 1964 – Flicka till låns
- 1964 – Kom, så älskar vi!
- 1965 – Spionen från öster
- 1967 – Leva för att leva
- 1969 – En man för mej
- 1969 – Erotissimo
- 1970 – Farligt återseende
- 1970 – Kärleksambulansen
- 1971 – Att älska är att leva
- 1972 – Ungmö på semester
- 1975 – Misstanken
- 1975 – En kvinnlig läkares dakbok
- 1976 – Cours après moi que je t'attrape
- 1977 – Tendre poulet
- 1977 – Utan nåd
- 1978 – Den stora fabriken
- 1979 – L'ingorgo
- 1981 – Nattöppet
- 1995 – Les misérables
- 1997 – Hus med stamgäster säljes
- 2001 – Pianisten
- 2005 – Dolt hot